# Coryogalops monospilus
Coryogalops monospilus är en fiskart som beskrevs av Randall, 1994. Coryogalops monospilus ingår i släktet Coryogalops och familjen smörbultsfiskar. Inga underarter finns listade i Catalogue of Life.